# Castelnau-Durban
Castelnau-Durban település Franciaországban, Ariège megyében. Lakosainak száma 458 fő (2022. január 1.). Castelnau-Durban La Bastide-de-Sérou, Durban-sur-Arize, Esplas-de-Sérou, Montseron és Rimont községekkel határos.

## Népesség
A település népességének változása:
| Lakosok száma | 550  | 479  | 423  | 416  | 428  | 444  | 449  | 452  | 453  | 458  |
|               | 1968 | 1982 | 1999 | 2006 | 2011 | 2015 | 2017 | 2018 | 2020 | 2022 |